# Christian Benedetti
Christian Benedetti (n. 1958) este un regizor și actor de film, scenă, televiziune și voce francez. Benedetti este directorul teatrului Théâtre-Studio din Alfortville din 1997.

## Biografie

### Educație
- a absolvit Conservatorul din Marseille
- (1977-1980) Conservatoire national supérieur d'art dramatique din Paris, sub îndrumarea profesorului Antoine Vitez

A făcut mai multe vizite de studiu la Moscova, unde a studiat cu Oleg Tabakov și Anatoly Vassiliev, în Ungaria la Teatrul Katona din Budapesta și la Praga, unde a studiat cu Otomar Krejca. În Franța, a colaborat printre alții cu Marcel Maréchal, Jean-Pierre Bisson, Marcel Bluwal, Antoine Vitez, Otomar Krejca, Aurélien Recoing, Sylvain Creuzevault.

## Teatru

### Comediant
- 1976 — Falstafe de Valère Novarina după Henri IV de William Shakespeare, regia Marcel Maréchal, Théâtre du Gymnase
- 1976 — Ton nom dans le feu des nuées, Elisabeth de Jean Vauthier, regia Bernard Ballet, Marcel Maréchal, Jean Vauthier, Théâtre du Gymnase (Marseille)
- 1977 — Ton nom dans le feu des nuées, Elisabeth de Jean Vauthier, regia Bernard Ballet, Marcel Maréchal, Jean Vauthier, Théâtre national de l'Odéon
- 1977 — Falstafe de Valère Novarina  după Henri al IV-lea de William Shakespeare, regie Marcel Maréchal, Théâtre national de l'Odéon, Théâtre Gérard Philipe
- 1980 — La Mouette de Anton Cehov, regia Christian Benedetti
- 1980 — Waiting for Lefty de Clifford Odets, regia Marcel Bluwal
- 1980 — Le Petit Mahagonny de Bertolt Brecht, regia Marcel Bluwal
- 1980 — Kean, după Alexandre Dumas, regia Jean-Pierre Bisson, Festival d'Avignon
- 1981 — Othello de William Shakespeare, regia Vincent Colin
- 1982 — La Mort en ce théâtre de Christian Benedetti, regia Christian Benedetti, Festival d'Avignon
- 1982 — Père de August Strindberg, regia Otomar Krejca
- 1994 — Macbeth, de William Shakespeare, regia Véronique Vellard, Festival off, Avignon

## Filmografie

### Marele ecran
- 1979 : Profession : comédien de Catherine Barma [2]
- 1981 : Asphalte de Denis Amar[3]
- 1981 : Eaux profondes de Michel Deville[4]
- 1982 : Les Misérables de Robert Hossein [5][6]
- 1992 : La Crise de Coline Serreau[7]
- 1994 : La Machine de François Dupeyron[8]
- 1994 : La Séparation de Christian Vincent[9][10]
- 1997 : La Divine Poursuite de Michel Deville[11]
- 2005 : Caché de Michael Haneke[12]
- 2012 : Peluche de Célia Kirche[13]
- 2012 : La morale m'habite de Alban Ravassard (scurt metraj)[14]
- 2013 : Avant que de tout perdre de Xavier Legrand[15]
- 2013 : La Place du mort de Lucas Bernard (scurt metraj)[16][17]
- 2014 : L'Appel d'Alban Ravassard (scurt metraj)[18][19]
- 2018 : Un beau voyou de Lucas Bernard[20]
- 2019 : Mon inconnue de Hugo Gélin[21]

### Televiziune
- 1978 : Histoire et fiction (Istoria ficțiunii) de Edouard Logereau
- 1978 : Le jeune homme en vert (Tânărul în verde) de Roger Pigaut
- 1980 : Van Gogh de Charles Brabant
- 1981 : Ursule Mirouet de Charles Brabant
- 1983 : Les Capricieux (Capricioșii) de Michel Deville
- 1984 : Le jardin d'Eponine (Grădina lui Eponime) de Michel Boisrond
- 1984 : Irène et Fred (Irène și Fred), telefilm de Roger Kahane
- 1987 : Enquête sur l'évolution litteraire en 1891 de Jules Huret Gustave Kahn (Anchetă asupra evoluției literare în 1891 a lui Jules Huret Gustave Kahn) de Bernard Dubois
- 1988 : Les nuits révolutionnaires (Nopțile revoluționare) de Charles Brabant
- 1989 : La peau du gorille (Pielea gorilei) de Édouard Molinaro
- 1998 : Petit Ben (Micul Ben) de Ismaël Ferroukhi
- 1999 : Julie Lescaut de Alain Wermus (un episod)
- 2000 : Un flic nommé Lecœur (Un polițai numit Lecœur) de Jean-Yves le Pitoun (un episod)
- 2007 : Paris (Paris, anchete criminalistice) de Dick Wolf (un episod)
- 2009 : Julie Lescaut, episodul Les Intouchables (Cei de neatins)

### Teatru interzis
- 2007 - Benedetti montează în Belarus piesa 11 cămăși de Edward Bond. La premieră, un oarecare Zmitser Baraba, comandant de poliție, „a arestat teatrul liber" prin întreruperea brutală a piesei și trimiterea a 60 de spectatori la o secție de poliție.[22]

### Structuri
Christian Benedetti este fondatorul a două entități, un teatru și o companie de teatru:
- Théâtre-Studio in 1997, dintr-un vechi antrepozit din Alfortville[23]
- Théâtre-Studio reprezintă „brațul creativ” al companiei teatrale Compagnie Christian Benedetti, fiind un loc de experimentări teatrale. Edward Bond și Gianina Cărbunariu, ambii dramaturgi, sunt autori asociați ai proiectului. Sylvain Creuzevault este regizorul de scenă invitat permanent, precum și Nina D. Villanova și comania teatrală a acesteia Les pierres d’attente.